# Alta Vista, Kansas
Alta Vista là một thành phố thuộc quận Wabaunsee, tiểu bang Kansas, Hoa Kỳ. Năm 2010, dân số của xã này là 444 người.

## Dân số
Dân số các năm:
- Năm 2000: 442 người
- Năm 2010: 444 người